# The J.B.'s
The J.B.'s (algumas vezes The JB's ou The J.B.s) foi a banda de James Brown durante a primeira metade dos anos 70. Os J.B.'s se apresentavam algumas vezes com vários nomes alternados como The James Brown Soul Train, Maceo and the Macks, The First Family e The Last Word. Além de ser a banda de apoio de James Brown, os J.B.'s também tocaram para Bobby Byrd, Lyn Collins e outros cantores associados com James Brown, bem como tinham seu próprio repertório. Em 2015, eles foram induzidos ao Rock and Roll Hall of Fame.

## Carreira

### Os J.B.'s "originais"
Os J.B.'s foram formados em Março de 1970 após a saída maioria dos membros da banda anterior de Brown motivada por uma disputa financeira (as bandas de Brown durante os anos 50 e 60 ficaram conhecidas como "The James Brown Band" e "The James Brown Orchestra"). A formação inicial dos J.B.'s incluía o baixista William "Bootsy" Collins e seu irmão, o guitarrista Phelps "Catfish" Collins, anteriormente membros da obscura banda de funk The Pacesetters; Bobby Byrd (órgão) e John "Jabo" Starks (bateria); três inexperientes músicos (sopro), Clayton "Chicken" Gunnells, Darryl "Hasaan" Jamison e Robert McCollough; e o tocador de conga Johnny Griggs. Esta versão dos J.B.'s tocaram em alguns dos mais intensos discos de Brown, incluindo "Get Up (I Feel Like Being a) Sex Machine", "Super Bad", "Soul Power" e "Talkin' Loud and Sayin' Nothing". Eles também acompanharam Brown durante a turnê europeia, na qual foi gravado o álbum ao vivo Love Power Peace, estiverem na gravação do disco Sex Machine e lançaram dois singles instrumentais muito sampleados: "The Grunt" e "These Are the J.B.'s".

### Outras formações
Em Dezembro de 1970 trombonista Fred Wesley juntou-se novamente a James Brown para liderar os J.B.'s. Outros antigos colaboradores de Brown incluindo Maceo Parker e St. Clair Pinckney seguiram Fred Wesley, enquanto os irmãos Collins e a maioria dos J.B.'s "originais" deixaram Brown para se juntar ao Parliament-Funkadelic de George Clinton. Os integrantes dos J.B.'s mudaram frequentemente até o fim do grupo em 1976, após a saída de Wesley e Parker.

## Gravações
Além de ser a banda de apoio de Brown, tanto no palco como em gravações, os J.B.'s também gravaram seus próprios álbuns e singles, algumas vezes com Brown tocando orgão ou sintetizador. Seus álbuns geralmente foram uma mistura de funk e jazz. Alcançaram uma série de sucessos no começo dos anos 70, incluindo "Pass the Peas", "Gimme Some More", e "Doing It to Death". Quase todos seus álbuns foram produzidos por James Brown e a maioria lançada pelo selo de Brown, a People Records.
Como muitas músicas de James Brown, os J.B.'s também foram um farta mina para produtores musicais, especialmente do hip-hop com o uso de samples.

## The JB Horns
Durante os anos 80 e 90 Maceo Parker e Fred Wesley fizeram turnês sob o nome de The JB Horns, às vezes acompanhados de outro braço-direito de Brown: Alfred "Pee Wee" Ellis. Os JB Horns gravaram diversos discos para a Gramavision Records que mais tarde foram relançados pela Rhino Records. Também gravaram outro álbum com os produtores Jeff McCray e Richard Mazda chamado I Like It Like That.

## Reunião
Uma versão dos J.B.'s incluindo Fred Wesley, Bootsy Collins, Pee Wee Ellis, Bobby Byrd e Clyde Stubblefield se juntou para gravar em 1999 o álbum Bring the Funk on Down dedicado a memória de St. Clair Pinckney. O álbum foi lançado no Japão pela P-Vine Records, e em 2002 foi relançado pela gravadora americana Instinct Records.

## Discografia

### Álbuns
- Food For Thought (1972)
- Doing It to Death (1973)
- Damn Right I Am Somebody (1974)
- Breakin' Bread (1974)
- Hustle with Speed (1975)
- Jam II Disco Fever (1978)
- Groove Machine (1979)
- Music for the People
- Bring the Funk On Down (1999)

#### Como The JB Horns
- Pee Wee, Fred and Maceo (1989)
- Funky Good Time / Live (1993)
- I Like It Like That (1994)

### Singles
- 1970
  - The Grunt, Pt 1 / Pt2
  - These Are the JB's, Pt 1 / Pt 2
- 1971
  - My Brother, Pt 1 / Pt 2
  - Gimme Some More / The Rabbit Got The Gun
- 1972
  - Pass the Peas / Hot Pants Road
  - Givin' Up Food For Funk, Pt 1 / Pt 2
  - Back Stabbers / JB Shout
- 1973
  - Watermelon Man / Alone Again, Naturally
  - Sportin' Life / Dirty Harri
  - Doing It To Death/ Everybody Got Soul
  - You Can Have Watergate / If You Don't Get It The First Time...
  - Same Beat, Pt 1 / Pt 2
- 1974
  - Damn Right I Am Somebody, Pt 1 / Pt 2
  - Rockin' Funky Watergate, Pt 1 / Pt 2
  - Little Boy Black / Rockin Funky Watergate
  - Breakin' Bread / Funky Music Is My Style
- 1975
  - Makin' Love / Rice 'n' Ribs
  - (It's Not the Express) It's the JB's Monaurail, Pt 1 / Pt 2
  - Thank You for Lettin' Me Be Myself and You Be Yours Pt 1 / Pt 2
- 1976
  - All Aboard The Soul Funky Train / Thank You for Lettin'... Pt 1
  - Everybody Wanna Get Funky One More Time, Pt 1 / Pt 2

### Compilações
- Funky Good Time: The Anthology (2 CD) (1995)
- Food for Funk (1997)
- Pass the Peas: The Best of the J.B.'s (2000)